# Radford University
Radford University är ett av åtta sådana offentliga universitet i Virginia där det går att avlägga doktorsexamen. På undergraduate-nivå finns det kurser i över 100 ämnen; på högre nivå finns utbildningar som Master of Business Administration och Master of Fine Arts. Utbildningen som leder till doktorsexamen i psykologi inleddes år 2008.
Universitetets campusområde är beläget i staden Radford sydväst om Roanoke.

## Fotnoter
1. ↑  RU Psychology Department Arkiverad 20 juli 2011 hämtat från the Wayback Machine.. (engelska)
2. ↑  Campus Maps and Directions. (engelska)